# Eber
Eber var ifølge Første Mosebog en af forfædrene til Abraham. Eber var oldebarn af Sem. Han regnes antagelig som stamfar til hebræerne. Han var far til Peleg og Joktan.